# Cizos
Cizos is een gemeente in het Franse departement Hautes-Pyrénées (regio Occitanie) en telt 116 inwoners (2009). De plaats maakt deel uit van het arrondissement Tarbes.

## Geografie
De oppervlakte van Cizos bedraagt 7,6 km², de bevolkingsdichtheid is dus 15,3 inwoners per km².

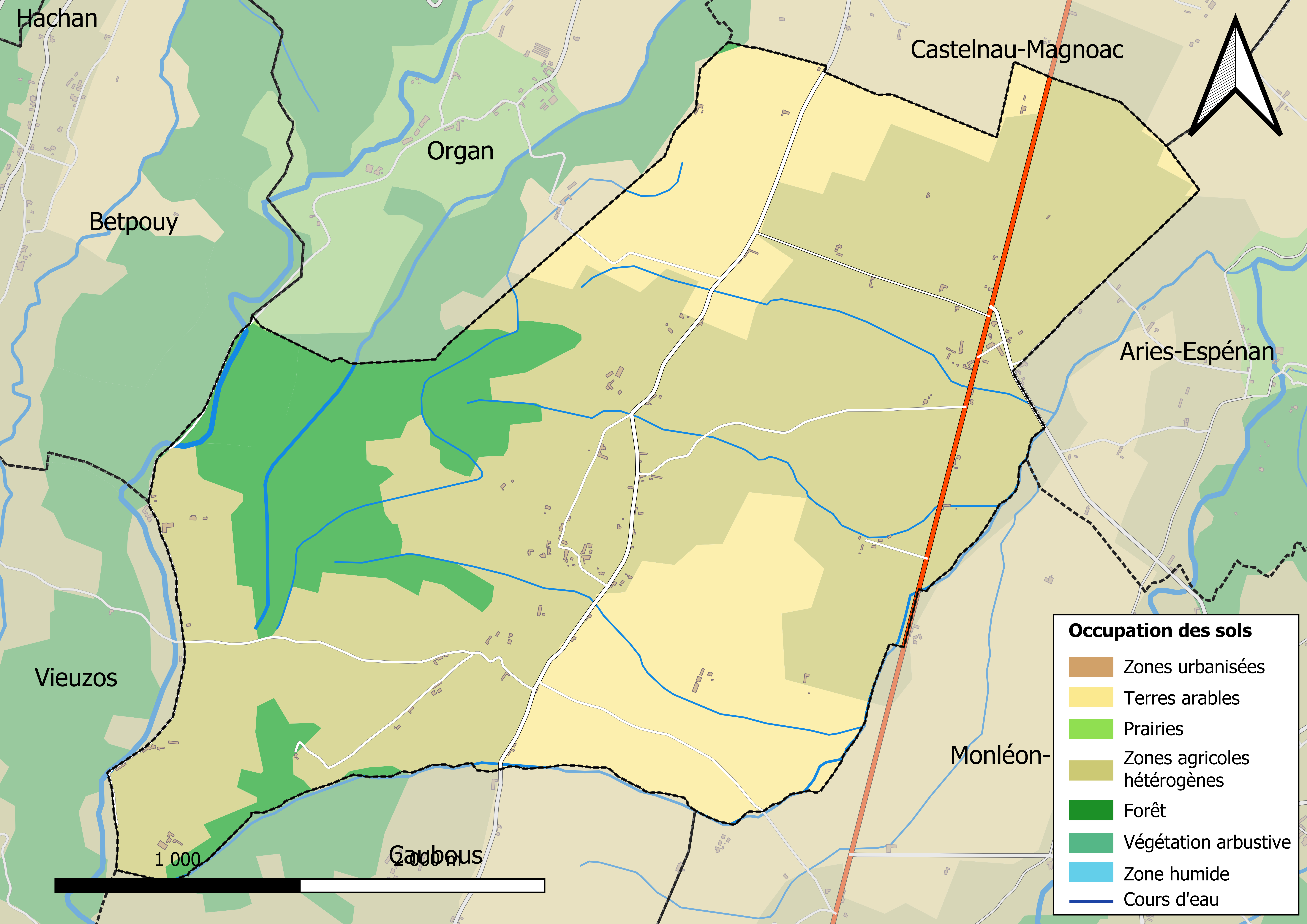
Kaart van de gemeente met belangrijkste infrastructuur, bodemgebruik en omliggende gemeenten

## Demografie
Onderstaande figuur toont het verloop van het inwonertal (bron: INSEE-tellingen).